# 阿列克谢·拉祖莫夫斯基

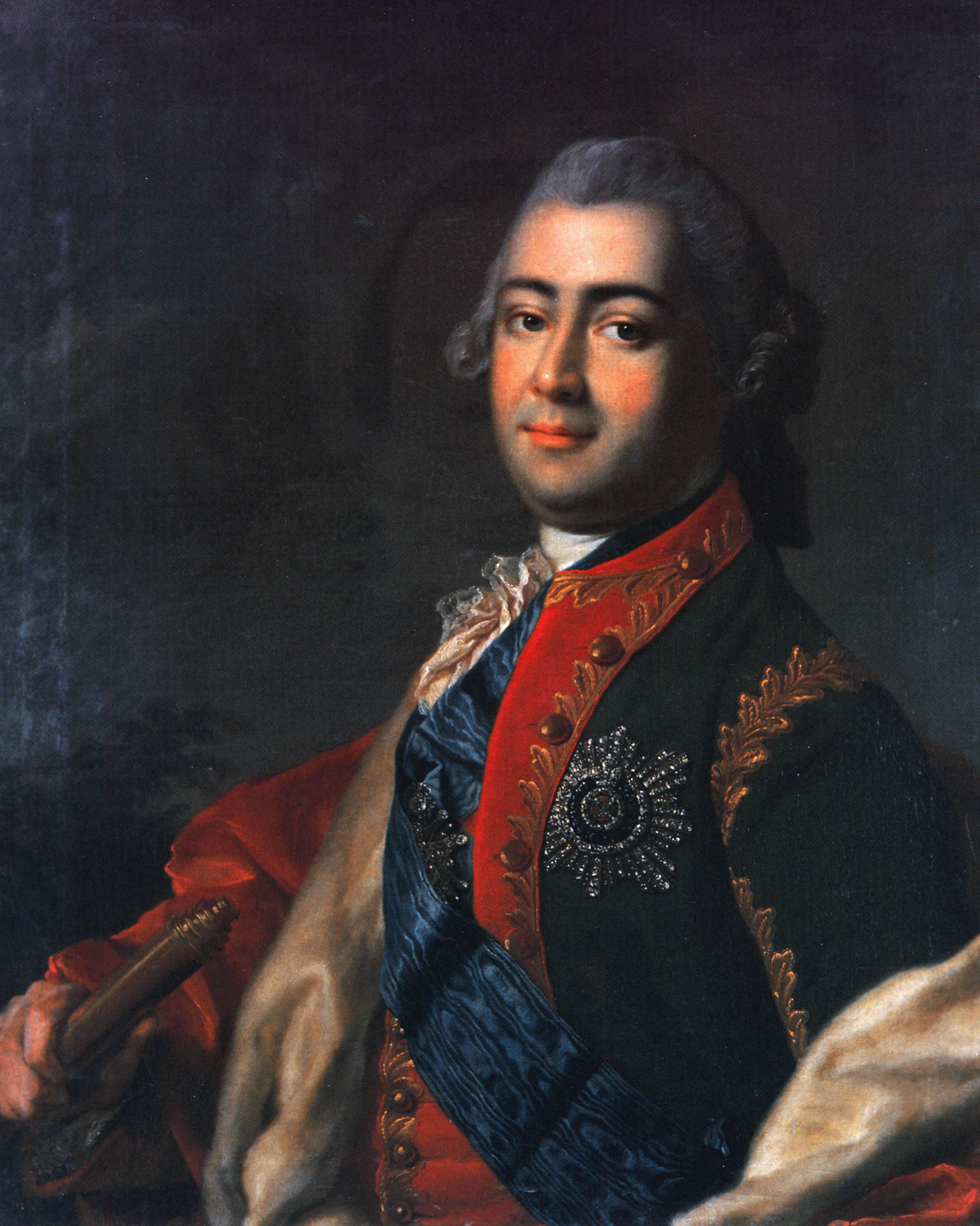
阿列克謝·格里戈里耶維奇·拉祖莫夫斯基伯爵

阿列克谢·格里戈里耶维奇·拉祖莫夫斯基伯爵 (俄语：Алексе́й Григо́рьевич Разумо́вский; 1709– 1771), 是一位乌克兰出生的俄国哥萨克，俄国女皇伊丽莎白·彼得罗芙娜·罗曼诺娃的情夫或配偶。

## 早年
阿列克谢·格里戈里耶维奇·拉祖莫夫斯基于1709年3月17日出生在乌克兰切尔尼戈夫附近农场的哥萨克家庭。他年轻的时候，是一个牧羊人，一个农村的性工作者教他读和写。他声音很好，在村庄教堂的唱诗班里唱歌。1731年，维什涅夫斯基上校在从匈牙利访问的归途中经过村庄，对他的声乐能力印象深刻，带他去圣彼得堡，加入宫廷教堂的唱诗班。拉祖莫夫斯基长得很帅，加上他的声乐天赋，迷住了伊丽莎白·彼得罗芙娜·罗曼诺娃。1732年，把他带进宫廷。伊丽莎白当时的最爱亚历克西斯·舒平被驱逐出境后，拉祖莫夫斯基就成为她的最爱。
拉祖莫夫斯基后来失声，改任班杜拉琴乐手，后来管理伊丽莎白的豪宅，实际上监督伊丽莎白的宫廷。在安娜·伊凡诺芙娜·罗曼诺娃女皇统治时期，他被授予容克。

## 夜间皇帝
拉祖莫夫斯基在1741年11月26日的宫殿革命（NS 6–12月7日）中发挥了重要作用，这场革命使伊丽莎白·彼得罗夫娜登基。11月30日（12月11日），他被授予中将军衔。在加冕日（1742年4月25日（NS：5月6日）被授予元帅军衔。授予他的其他荣誉包括聖安德列勛章和亚历山大·涅夫斯基勋章，还在莫斯科和其他地方被授予许多庄园。
两年后的1744年，神圣罗马帝国皇帝查理七世授予他Reichsgraf 头衔，同年，获得俄国伯爵爵位。1756年9月5日（NS：9月16日），他被授予元帅军衔。在伊丽莎白·彼得罗夫纳统治期间，他在宫廷中保持了专宠地位（尽管在最后几年，被年轻的伊万·舒瓦洛夫击败）。1744年，女皇甚至访问了他的家乡，会见了他的家人。拉祖莫夫斯基在夏宫的住所紧邻伊丽莎白的住所，二人经常相会。
拉祖莫夫斯基对政治不感兴趣，尽管他经常支持首相阿列克谢·贝图舍夫-里乌姆。根据他的建议，恢复了乌克兰盖特曼一职，由他的弟弟基里尔·拉祖莫夫斯基担任盖特曼和俄罗斯科学院院长。

## 晚年

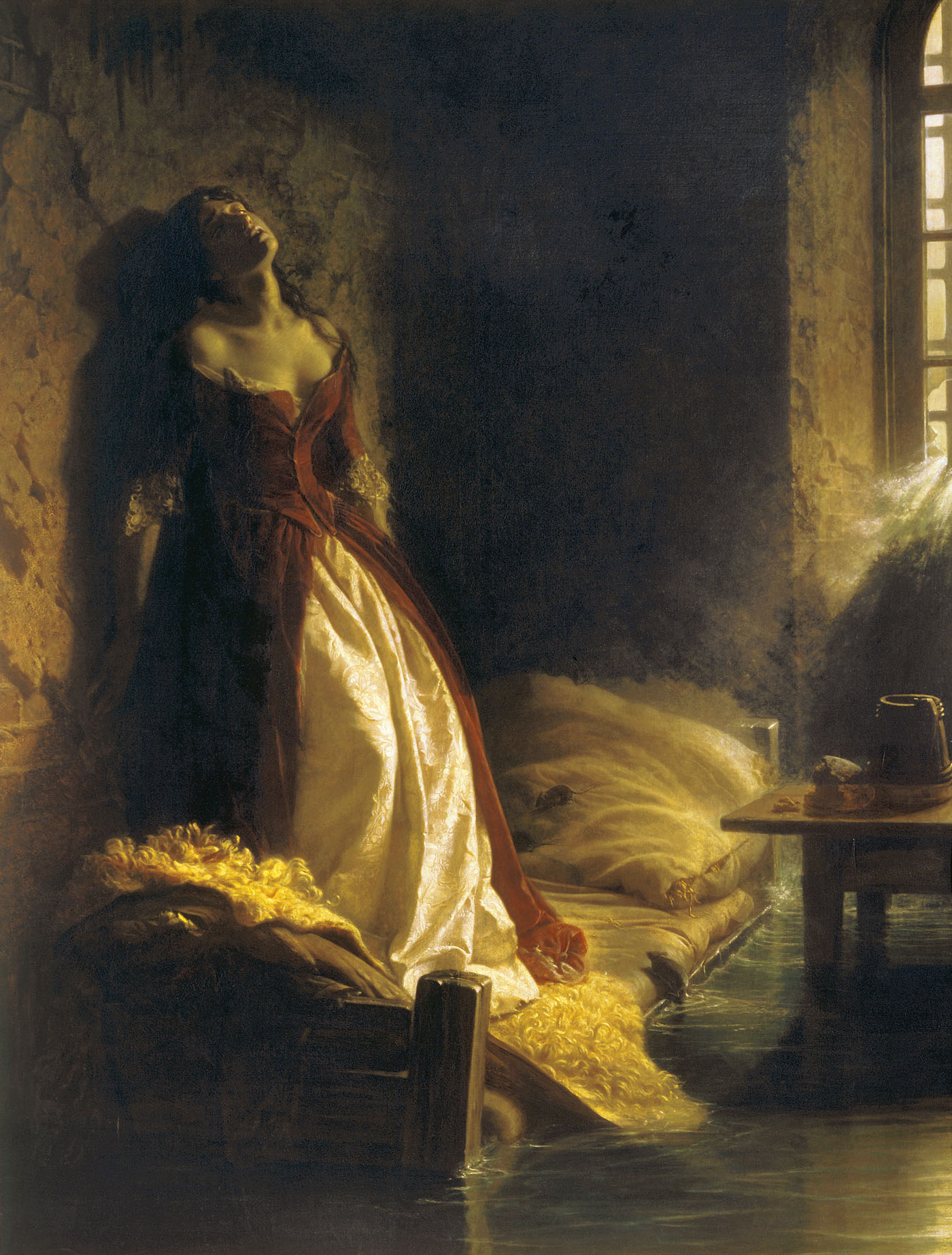
《塔拉坎诺娃女公爵在洪水中的彼得保罗要塞》，1864年，莫斯科特列季亚科夫画廊

在女皇去世以前，要她的继任者彼得三世承诺不冒犯她最喜欢的人。1762年，拉祖莫夫斯基递交了辞呈，从冬宫搬到伊丽莎白赠送给他的阿尼奇科夫宫。叶卡捷琳娜二世登基后，拉祖莫夫斯基拒绝了授予他的头衔。应女皇的要求，他销毁了与伊丽莎白结婚的所有文件。他于1771年7月6日（NS 7月17日）在圣彼得堡去世，埋葬在亚历山大·涅夫斯基修道院的圣母领报教堂。
拉祖莫夫斯基和伊丽莎白·彼得罗芙娜的子女问题仍未解决，留下许多传闻。最著名的是两位塔拉坎诺娃女公爵。其中一位（奥古斯塔·塔拉卡诺娃）成为修女，名为多西菲亚。她于1810年去世，埋葬在罗曼诺夫家族墓穴中；另一名（伊丽莎白·塔拉坎诺娃）在托斯卡纳里窝那被阿列克谢·格里戈里耶维奇·奥尔洛夫逮捕，于1775年2月返回俄罗斯，关在彼得保罗要塞，在那里死于肺结核。传说她在1777年洪水中溺水身亡，成为艺术家康斯坦丁·弗拉维茨基的一幅画的情节（1864年，莫斯科特列季亚科夫画廊）。